# PEX11G
PEX11G (англ. Peroxisomal biogenesis factor 11 gamma) – білок, який кодується однойменним геном, розташованим у людей на короткому плечі 19-ї хромосоми. Довжина поліпептидного ланцюга білка становить 241 амінокислот, а молекулярна маса — 26 636.
| 10         |  | 20         |  | 30         |  | 40         |  | 50         |
| ---------- |  | ---------- |  | ---------- |  | ---------- |  | ---------- |
| MASLSGLASA |  | LESYRGRDRL |  | IRVLGYCCQL |  | VGGVLVEQCP |  | ARSEVGTRLL |
| VVSTQLSHCR |  | TILRLFDDLA |  | MFVYTKQYGL |  | GAQEEDAFVR |  | CVSVLGNLAD |
| QLYYPCEHVA |  | WAADARVLHV |  | DSSRWWTLST |  | TLWALSLLLG |  | VARSLWMLLK |
| LRQRLRSPTA |  | PFTSPLPRGK |  | RRAMEAQMQS |  | EALSLLSNLA |  | DLANAVHWLP |
| RGVLWAGRFP |  | PWLVGLMGTI |  | SSILSMYQAA |  | RAGGQAEATT |  | P          |

A: Аланін

C: Цистеїн

D: Аспарагінова кислота

E: Глутамінова кислота

F: Фенілаланін

G: Гліцин

H: Гістидин

I: Ізолейцин

K: Лізин

L: Лейцин

M: Метіонін

N: Аспарагін

P: Пролін

Q: Глутамін

R: Аргінін

S: Серин

T: Треонін

V: Валін

W: Триптофан

Задіяний у такому біологічному процесі, як альтернативний сплайсинг. 
Локалізований у мембрані, пероксисомах.